# Fiskåbygd
Fiskåbygd este o localitate din comuna Vanylven, provincia Møre og Romsdal, Norvegia, cu o suprafață de 0,55 km² și o populație de 348 locuitori (2013).